# Anthony Suau
Pour les articles homonymes, voir Suau (homonymie).
Anthony Suau est un photographe américain né en 1956.

## Collections
- Château d'eau de Toulouse

## Prix et récompenses
- 1984 : Prix Pulitzer pour ses photographies de la famine en Éthiopie
- 1987 : World Press Photo of the Year[1]
- 1995 : Prix Robert Capa Gold Medal
- 2008 : Infinity Award du photojournalisme
- 2008 : World Press Photo of the Year[2]